# Teymur Bakhtiar

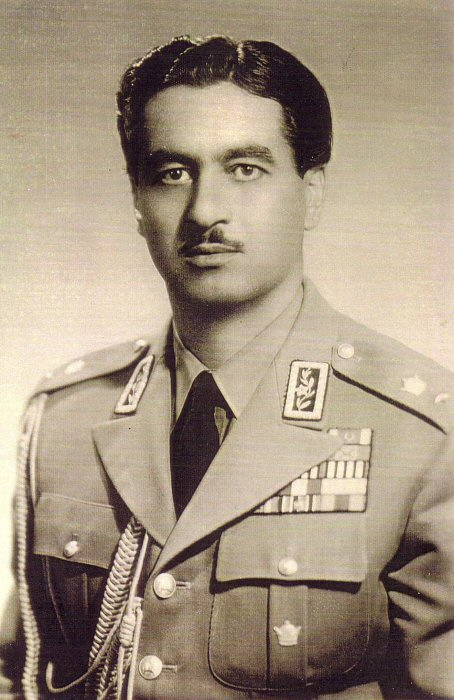
Teymur Bakhtiar

Teymur Bakhtiar (persiska:تیمور بختیار ), född 1914, död 12 augusti 1970, var en iransk general som var grundare av den iranska säkerhetstjänsten SAVAK samt dess första chef  från 1956 till 1961, då han avskedades av shahen. År 1970 mördades Bakhtiar av SAVAK-agenter i Irak.